# Diospyros salletii
Diospyros salletii är en tvåhjärtbladig växtart som beskrevs av Paul Lecomte. Diospyros salletii ingår i släktet Diospyros och familjen Ebenaceae. Inga underarter finns listade i Catalogue of Life.